# Mohyeon-dong
Mohyeon-dong (koreanska: 모현동) är en stadsdel i staden Iksan i provinsen Norra Jeolla i den centrala delen av Sydkorea, 180 km söder om huvudstaden Seoul.